# Vytautas Piesliakas
Vytautas Piesliakas (* 28. Juni 1953 in Kaunas) ist ein litauischer Strafrechtler, Professor der Mykolas-Romeris-Universität und Richter des Obersten Gerichts.

## Leben
Nach dem Abitur an der 21. Mittelschule Vilnius studierte Piesliakas von 1971 bis 1976 an der Rechtsfakultät der Universität Vilnius. Von 1976 bis 1981 studierte er als Aspirant an dem Rechtsinstitut Charkow in der Ukraine und promovierte 1980 zum Kandidaten der Rechtswissenschaften. Danach arbeitete er als Rechtswissenschaftler an der Rechtsfakultät der Universität Vilnius.
Seit Dezember 1997 ist er Richter des Litauischen Obersten Gerichts (Lietuvos Aukščiausiasis Teismas) und Professor seit 1996 der Mykolas-Romeris-Universität. Er lehrt das Strafrecht. Vytautas Piesliakas leitete die Arbeitsgruppe für die Vorbereitung des neuen litauischen Strafgesetzbuchs (LR BK) von 2000.

## Bibliographie
- Strafrechtliche Verantwortung // „Baudžiamoji atsakomybė ir atleidimas nuo jos“, 1988 (Russisch).
- Verbrechens- und Straftatslehre // „Mokymas apie nusikaltimą ir nusikaltimo sudėtį“, 1996.
- Litauisches Strafrecht // Lietuvos baudžiamoji teisė. I knyga. Vilnius, 2006.